# 대신역 (단천)
대신역(大新驛)은 조선민주주의인민공화국 함경남도 단천시에 위치한 철도역이다.1988년 이후에 개업되었다.